# دين بيل
دين بيل (3 مايو 1992 ببلاكبول في المملكة المتحدة - ) (بالإنجليزية: Dean Bell)‏ هو لاعب كريكت بريطاني. لعب مع نادي جامعة كامبريدج للكريكيت ‏.

## وصلات خارجية
- دين بيل على موقع إي آس بي آن كريك إنفو (الإنجليزية)